# Charles Nicolle
Charles Jules Henri Nicolle (Rouen, 21 de setembro de 1866 — Túnis, 28 de fevereiro de 1936) foi um biólogo bacteriologista e médico francês. Em 1909, Nicolle descreveu pela primeira vez, junto com Louis Manceaux, a espécie Toxoplasma gondii, um parasita unicelular que provoca a doença conhecida como toxoplasmose.
Foi agraciado com o Nobel de Fisiologia ou Medicina de 1928, por investigar uma doença transmitida por piolhos, o tifo exantemático.

## Realizações
As principais realizações de Nicolle em bacteriologia e parasitologia foram:
- A descoberta do método de transmissão da febre tifóide
- A introdução de uma vacinação para a febre de Malta
- A descoberta do método de transmissão da febre do carrapato
- Seus estudos sobre câncer, escarlatina, peste bovina, sarampo, gripe, tuberculose e tracoma.
- Identificação do organismo parasita Toxoplasma gondii dentro dos tecidos do gundi (Ctenodactylus gundi), que é comumente encontrado em pacientes com AIDS
- Seu estudo do microrganismo parasita Leishmania tropica que causou a ferida oriental (um tipo de furúnculo na pele)

## Principais obras
Durante sua vida, Nicolle escreveu vários livros de não ficção e bacteriologia, incluindo:
- Le Destin des Maladies infectieuses (1933)
- La Nature, conception et morale biologiques (1934)
- Responsabilités de la Médecine (1935)
- La Destinée humaine (1936)

Ele também escreveu ficção e filosofia ao longo de sua vida, incluindo:
- Le Pâtissier de Bellone (1913)
- Les deux Larrons (1929)
- Les Contes de Marmouse (1930)

## Pontos de vista religiosos
Batizada como católico, Nicolle abandonou a fé quando tinha doze anos. A partir de 1934, ele sentiu ansiedade espiritual e reconciliou-se com a Igreja em agosto de 1935, após comunicar-se com um padre jesuíta.